# Traverse City
Traverse City is een plaats (city) in de Amerikaanse staat Michigan, en valt bestuurlijk gezien onder Grand Traverse County en Leelanau County.
De stad is ook het toneel van het sedert 2005 jaarlijks, eind juli gehouden, Traverse City Film Festival, dat mede door Michael Moore is opgericht. 

## Demografie
Bij de volkstelling in 2000 werd het aantal inwoners vastgesteld op 14.532.
In 2006 is het aantal inwoners door het United States Census Bureau geschat op 14.407, een daling van 125 (-0.9%).

## Geografie
Volgens het United States Census Bureau beslaat de plaats een oppervlakte van
22,6 km², waarvan 21,8 km² land en 0,8 km² water.

## Plaatsen in de nabije omgeving
De onderstaande figuur toont nabijgelegen plaatsen in een straal van 24 km rond Traverse City.

## Geboren
- Jeremy Davies (1969), acteur
- Barry Watson (1974), acteur
- Chasten Buttigieg (1989), onderwijzer, schrijver en homorechtenactivist